# Cylloepus
Cylloepus là chi của các bọ cánh cứng thuộc họ Elmidae. Hiện tại có 6 loài được miêu tả trong loài này.

## Các loài
- Cylloepus abnormis (Horn, 1870)
- Cylloepus araneolus (Mueller, 1806)
- Cylloepus danforthi Musgrave, 1935
- Cylloepus haitianus (Darlington, 1936)
- Cylloepus lahottensis (Darlington, 1936)
- Cylloepus parkeri Sanderson, 1953 (Parker's cylloepus riffle beetle)